# Mizrachim
Mizrachim (anglicky Mizrahi Jews, hebrejsky מזרחים‎ nebo také עדות המזרח‎, edot ha-mizrach) jsou Židé pocházející ze severní Afriky, Kavkazského pásma a zemí blízkého a středního východu. Mezi Mizrachim patří Židé z Iráku, Sýrie, Libanonu, Jemenu, Íránu, Afghánistánu, Uzbekistánu, severního a východního Súdánu a také Etiopie. Nesprávně jsou někdy mezi Mizrachim zahrnováni i sefardští židé z Turecka a severní Afriky.
I přes masovou imigraci Aškenázů v 90. letech 20. století tvoří přibližně polovinu celkové židovské populace Izraele.

## Původ jména
Mizrachi pochází z hebrejského slova מזרח‎ (mizrach), v překladu východ, a koresponduje s hebrejským termínem ma'arav (západ).